# Utsjoki kommun

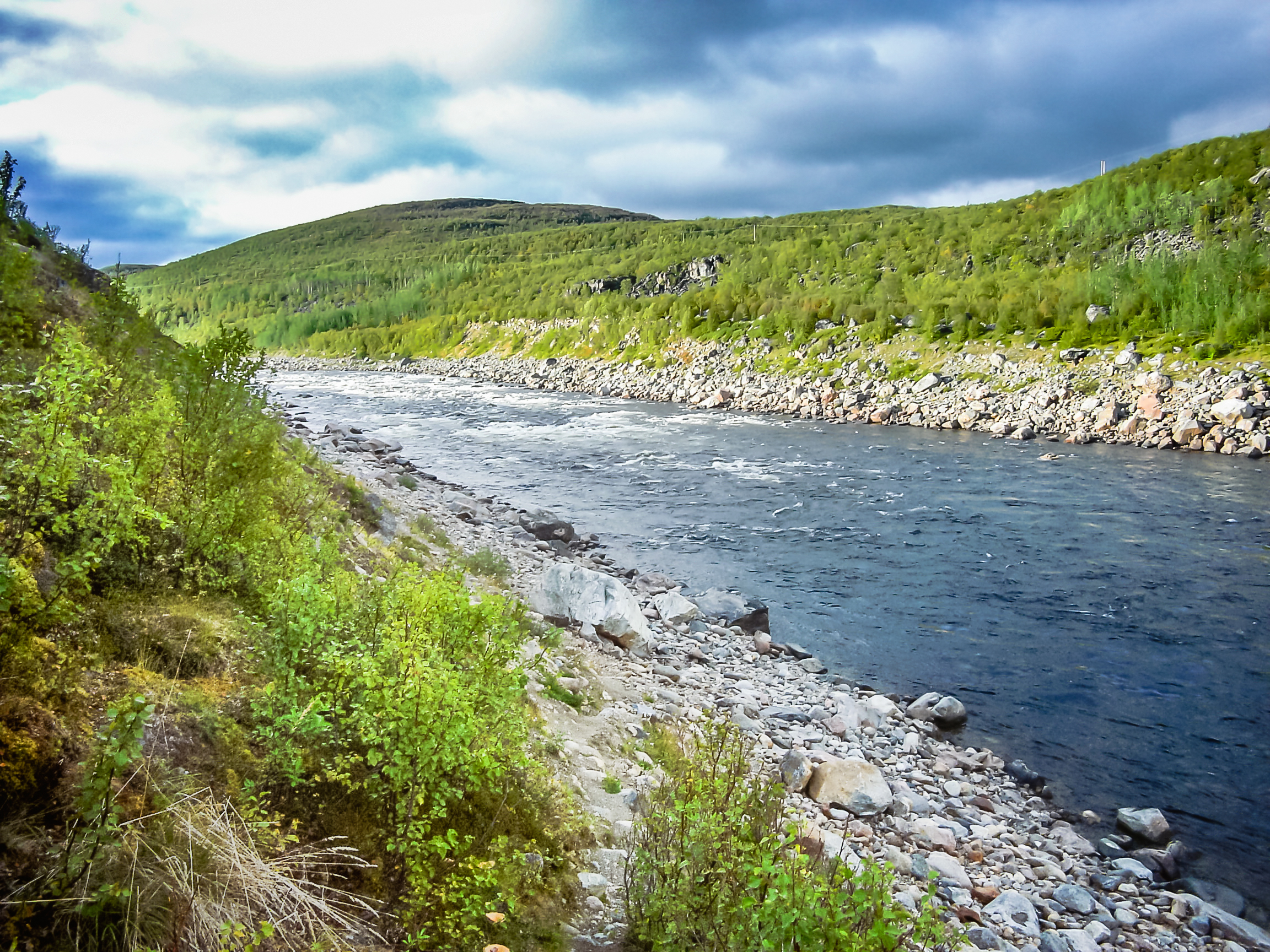
Tana älv nära Nuorgam

Utsjoki (nordsamiska: Ohcejohka, enaresamiska: Uccjuuhâ, skoltsamiska: Uccjokk, norska: Utsjok) är en kommun i Lappland i Finland, med Utsjoki by som centralort.
Utsjoki kommun har 1 176 invånare (2021) och en yta av 5 372 km², varav vatten 227,48 km². Närmaste stora stad i Finland, Rovaniemi, ligger på cirka 450 kilometers avstånd. I Utsjoki finns tre större byar: Utsjoki by, Karigasniemi och Nuorgam. Utsjoki kommun är den nordligaste kommunen  i Europeiska unionen och Nuorgam den nordligaste orten.
Kommunen har den högsta andelen samiskspråkiga invånare av Finlands kommuner. Nära hälften talar en samisk språkvarietet, flertalet nordsamiska. Kommunen gränsar till Enare kommun i Finland och till Karasjok, Tana och Nesseby kommuner i Norge.

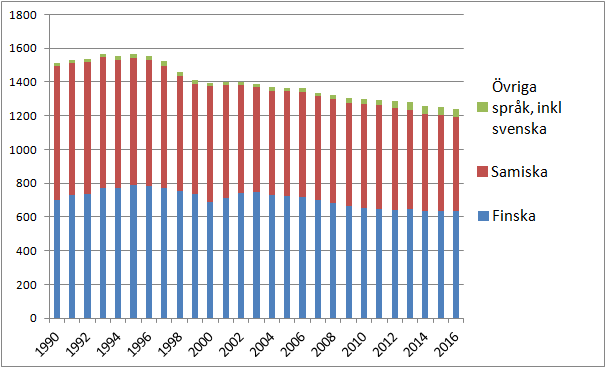
Befolkningen Utsjoki, uppdelad efter språklig tillhörighet, under perioden 1990-2016. Under perioden minskade befolkningen i storlek och finska blev majoritetsspråk i kommunen (1994). Antalet talare med andra språk som modersmål ökade dock under perioden, från 19 till 46 personer. Av dessa var endast 2 personer svensktalande år 2016. Som flest var de svensktalande 11 personer, år 1998.

## Geografi

### Natur och klimat
Lapplands forskningsstation samt Paistunturi, Kaldoaiva och halva Muotkatunturi ödemarksområden ligger i kommunen.
Trakten ingår i den boreala klimatzonen. Årsmedeltemperaturen i trakten är −4 °C. Den varmaste månaden är juli, då medeltemperaturen är 14 °C, och den kallaste är februari, med −17 °C.

### Sevärdheter
Mellan Utsjoki kyrkby och Nuorgam, vid Tana älv, ligger Samegården Välimaa, som är ett friluftsmuseum.

### Tätorter
Vid tätortsavgränsningen den 31 december 2021 fanns endast en tätort inom Utsjoki kommuns område: Utsjoki kyrkoby med 333 invånare.

### Byar i Utsjoki kommun
- Nuorgam (samiska: Njuorggán)
- Nuvvus
- Dálvadas
- Outakoski (samiska: Vuovdaguoika)
- Rovisuvanto (samiska: Roavesavu)
- Karigasniemi (samiska: Gáregasnjárga)
- Kaamasmukka (samiska: Gámasmohkki)

## Politik

### Mandatfördelning i Utsjoki kommun, valen 1964–2021
Statistik över kommunalval i Finland finns tillgänglig för enskilda kommuner från valet 1964 och framåt. Publikationen över kommunalvalet 1968 var den första som redovisade komplett partitillhörighet.
| 15 |

| 1 | 2 | 9 | 2 | 1 |

| 1 | 2 | 9 | 2 | 1 |

| 1 | 1 | 11 | 1 | 3 |

| 1 | 1 | 12 | 3 |

| 1 | 1 | 1 | 11 | 3 |

| 1 | 3 | 10 | 3 |

| 15 |

| 1 | 3 | 1 | 10 | 2 |

| 13 | 4 |

| 1 | 4 | 8 | 2 |

| 14 |

| 1 | 4 | 7 | 3 |

| 13 |

| 1 | 5 | 7 | 2 |

| 14 |

| 1 | 4 | 8 | 2 |

| 12 | 3 |

| 1 | 1 | 1 | 6 | 2 | 4 |

| 14 |

| 2 | 2 | 1 | 5 | 1 | 1 | 3 |

| 11 | 4 |

| 1 | 2 | 1 | 5 | 1 | 2 | 3 |

| 10 | 5 |

### Valresultat i kommunalvalet 2017
| Parti                 | Parti                             | Röstfördelning | Röstfördelning | Röstfördelning | Röstfördelning | Mandatfördelning | Mandatfördelning |
| Parti                 | Parti                             | Antal          | Andel %        | Antal +−       | Andel % +−     | Antal            | +−               |
| --------------------- | --------------------------------- | -------------- | -------------- | -------------- | -------------- | ---------------- | ---------------- |
|                       | Centern i Finland                 | 267            | 33,7           | -50            | -2,2           | 5                | -1               |
|                       | Samlingspartiet                   | 169            | 21,3           | -68            | -5,5           | 3                | -1               |
|                       | Finlands Socialdemokratiska Parti | 121            | 15,3           | +50            | +7,2           | 2                | +1               |
|                       | Sannfinländarna                   | 78             | 9,8            | -21            | -1,4           | 1                | 0                |
|                       | Svenska folkpartiet i Finland     | 69             | 8,7            | -38            | -3,4           | 1                | -1               |
|                       | Vänsterförbundet                  | 67             | 8,5            | +15            | +2,6           | 2                | +1               |
|                       | Kristdemokraterna i Finland       | 21             | 2,7            | Ny             | Ny             | 1                | Ny               |
| Giltiga röster totalt | Giltiga röster totalt             | 792            | 100,00         | —              | —              | 15               | —                |
| Ogiltiga röster       | Ogiltiga röster                   | 2              | 0,3            | —              | —              |                  |                  |
| Valdeltagande         | Valdeltagande                     | 794            | 78,1           | —              | -4,6           |                  |                  |
| Röstberättigade       | Röstberättigade                   | 1 017          | —              | —              | —              |                  |                  |

Källa:
I valet ställde Samlingspartiet och Kristdemokraterna samt Socialdemokraterna och Vänsterförbundet vardera upp i valförbund.

## Demografi

### Befolkningsutveckling
| Befolkningsutvecklingen i Utsjoki kommun 1880–2020                                                                                    | Befolkningsutvecklingen i Utsjoki kommun 1880–2020 | Befolkningsutvecklingen i Utsjoki kommun 1880–2020 | Befolkningsutvecklingen i Utsjoki kommun 1880–2020 | Befolkningsutvecklingen i Utsjoki kommun 1880–2020 |
| --- | -------------------------------------------------- | -------------------------------------------------- | -------------------------------------------------- | -------------------------------------------------- |
| |                                                    |                                                    |                                                    |                                                    |
| År |                                                    |                                                    | Folkmängd                                          |                                                    |
| 1880 | 1880                                               |                                                    | 390                                                |                                                    |
| 1890 | 1890                                               |                                                    | 394                                                |                                                    |
| 1900 | 1900                                               |                                                    | 488                                                |                                                    |
| 1910 | 1910                                               |                                                    | 494                                                |                                                    |
| 1920 | 1920                                               |                                                    | 528                                                |                                                    |
| 1930 | 1930                                               |                                                    | 618                                                |                                                    |
| 1940 | 1940                                               |                                                    | 781                                                |                                                    |
| 1950 | 1950                                               |                                                    | 980                                                |                                                    |
| 1960 | 1960                                               |                                                    | 1 209                                              |                                                    |
| 1970 | 1970                                               |                                                    | 1 384                                              |                                                    |
| 1975 | 1975                                               |                                                    | 1 438                                              |                                                    |
| 1980 | 1980                                               |                                                    | 1 479                                              |                                                    |
| 1985 | 1985                                               |                                                    | 1 548                                              |                                                    |
| 1990 | 1990                                               |                                                    | 1 514                                              |                                                    |
| 1995 | 1995                                               |                                                    | 1 568                                              |                                                    |
| 2000 | 2000                                               |                                                    | 1 394                                              |                                                    |
| 2005 | 2005                                               |                                                    | 1 363                                              |                                                    |
| 2010 | 2010                                               |                                                    | 1 297                                              |                                                    |
| 2015 | 2015                                               |                                                    | 1 250                                              |                                                    |
| 2020 | 2020                                               |                                                    | 1 219                                              |                                                    |
| Anm: För tidsserien 1975-2020 avser uppgifterna förhållandena den 31 december nämnda år enligt områdesindelningen den 1 januari 2022. |                                                    |                                                    |                                                    |                                                    |

### Språk
Befolkningen efter språk (modersmål) den 31 december 2021. Finska, svenska och samiska räknas som inhemska språk då de har officiell status i landet. Resten av språken räknas som främmande. För språk med färre än 10 talare är siffran dold av Statistikcentralen på grund av sekretesskäl.
| Språk                        | Talare 2021-12-31 | Talare 2021-12-31 |
| Språk                        | Antal             | Andel (%)         |
| ---------------------------- | ----------------- | ----------------- |
| Hela befolkningen            | 1 176             | 100,0             |
| Finska                       | 619               | 52,6              |
| Samiska                      | 504               | 42,9              |
| Svenska                      | 3                 | 0,3               |
| Främmande språk totalt       | 50                | 4,3               |
| Ryska                        | 14                | 1,2               |
| Estniska                     | 10                | 0,9               |
| Språk med färre än 10 talare | 26                | 2,2               |

## Bildgalleri

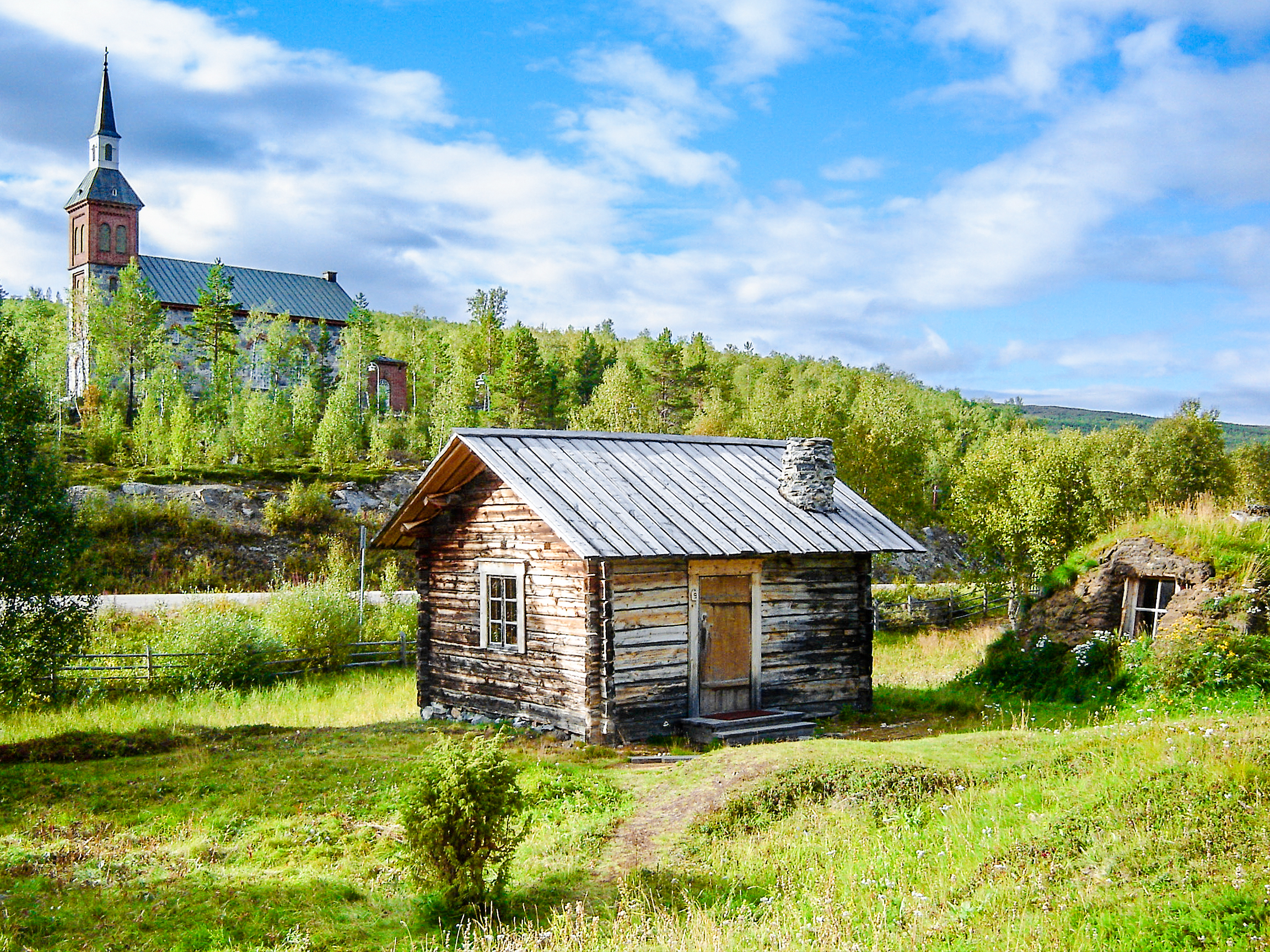
Utsjoki kyrka och kyrkstuga.
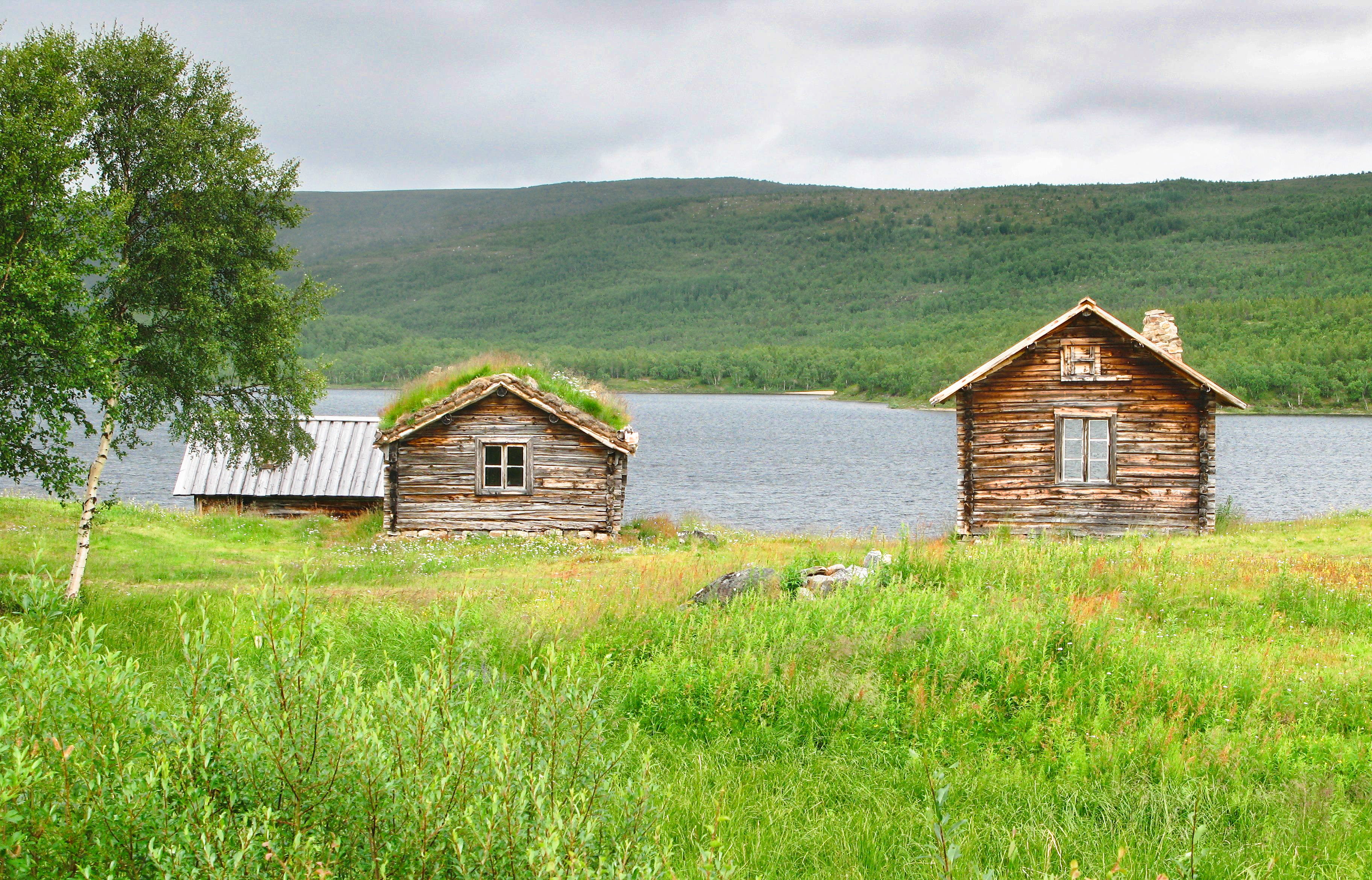
Mantojärvi, i närheten av Utsjoki prästgård.
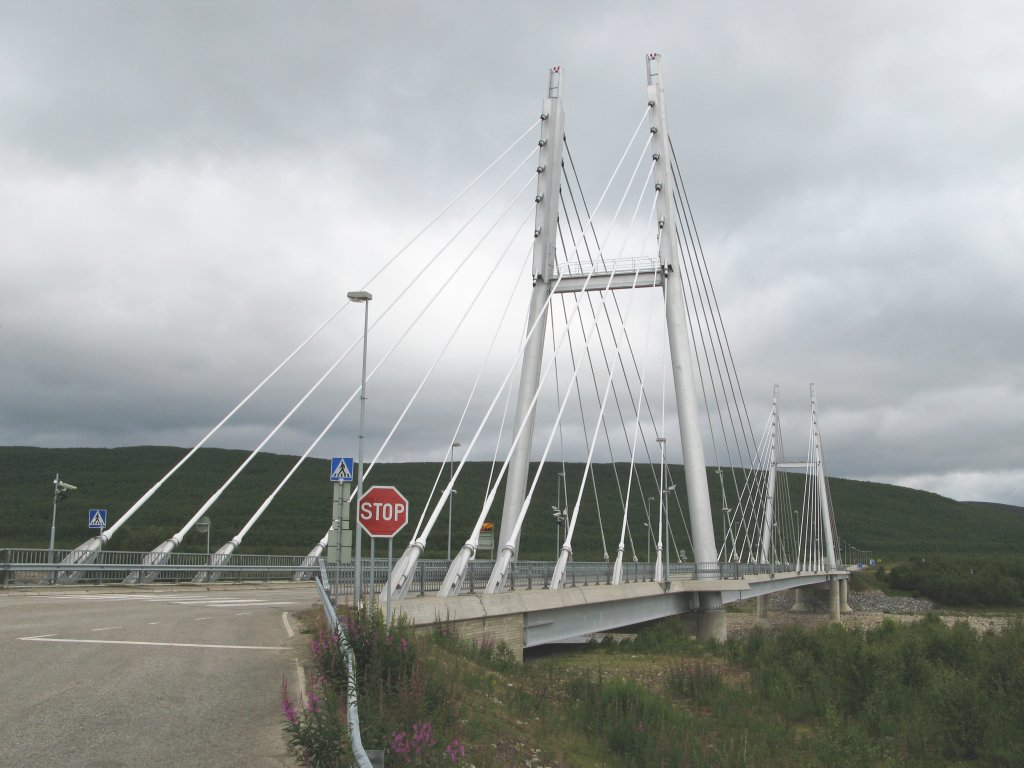
Samelandsbron från den finländska sidan.